# Polycentropus chenoides
Polycentropus chenoides là một loài Trichoptera trong họ Polycentropodidae. Chúng phân bố ở miền Tân bắc.